# Gare de Horsforth
La gare de Horsforth est une gare ferroviaire du Royaume-Uni, située dans la banlieue de Horsforth dans le Leeds, Yorkshire de l'Ouest en Angleterre. 
Les services à partir de Horsforth sont opérés par Northern Rail et Virgin Trains East Coast.

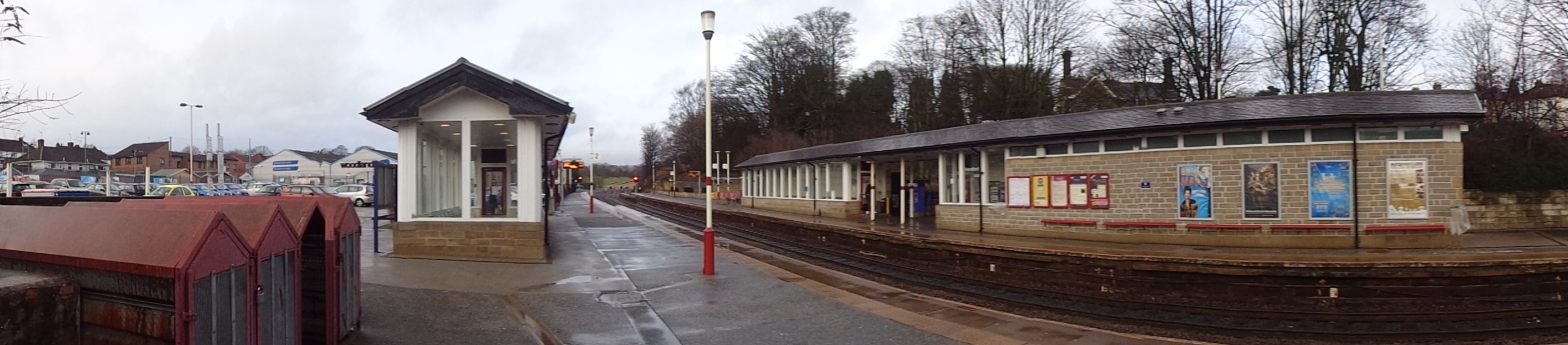
Gare de Horsforth